# Аніта Сташулане
Аніта Сташулане (латис. Anita Stašulāne; нар. 2 січня 1962 года, Даугавпілський район) — професор (з жовтня 2007) історії релігії в Даугавпілському університеті, доктор теології (1998).
Директор Інституту гуманітарних (Humanities) та соціальних наук Даугавпілського університету (з грудня 2014 року).

## Життєпис
Народилася 2 січня 1962 року у селі Малі Страдишки (латис. Mazie Stradiški), Дубнинська волость, Даугавпілський район, Латвійська РСР (нині Верхньодаугавський повіт, Латвія).
- 1980 закінчила середню школу у смт. Шпо́ги[ru], Вишкська волость[en] (нині Верхньодаугавський повіт).
- 1980—1985 Латвійський університет, факультет філології[3]
- Dr. Theol., 1998. Doctoral Dissertation «The Notion of Culture in the Thought of N. Roerich», Папський Григоріанський університет (Рим), Faculty of Missiology